# Janet Jackson's Rhythm Nation 1814
Janet Jackson's Rhythm Nation 1814 este un album al cântăreței americane Janet Jackson apărut în 1989.